# ميريا غونزاليس
ميريا غونزاليس (بالإسبانية: Mireya González) مواليد 18 يوليو 1991 في ليون، هي لاعبة كرة يد إسبانية تلعب كظهير أيمن. مثلت منتخب إسبانيا لكرة اليد للسيدات.

## سجل المنافسة
شاركت في البطولات التالية:
- بطولة أوروبا لكرة اليد للسيدات 2016

## الإنجازات
- كأس التحدي الأوروبية لكرة اليد للسيدات:
  - الفوز: 2014–15

## روابط خارجية
- ميريا غونزاليس على موقع الاتحاد الدولي لكرة اليد (الإنجليزية)
- ميريا غونزاليس على موقع الاتحاد الأوروبي لكرة اليد (الإنجليزية)
- ميريا غونزاليس على موقع اللجنة الأولمبية الدولية (الإنجليزية)
- ميريا غونزاليس على موقع أوليمبيديا (الإنجليزية)